# Resolució 474 del Consell de Seguretat de les Nacions Unides
La Resolució 474 del Consell de Seguretat de les Nacions Unides, fou aprovada el 17 de juny de 1980 després de recordar resolucions 425 (1978), 426 (1978), 427 (1978), 434 (1978), 444 (1979), 450 (1979) 459 (1979) i 467 (1980) i tenint en compte l'informe del Secretari General de les Nacions Unides sobre la Força Provisional de les Nacions Unides al Líban (UNIFIL), el Consell va observar la necessitat contínua de la Força atesa la situació entre Israel i el Líban.
La resolució va continuar ampliant el mandat de la UNIFIL fins al 19 de desembre de 1980, condemnant enèrgicament totes les accions que es prenguessin contra la Força. Va ser aprovat per 12 vots contra cap, mentre que Alemanya Oriental i la Unió Soviètica es van abstenir i la República Popular de la Xina no van participar en la votació.